# Aceite de almendras dulces

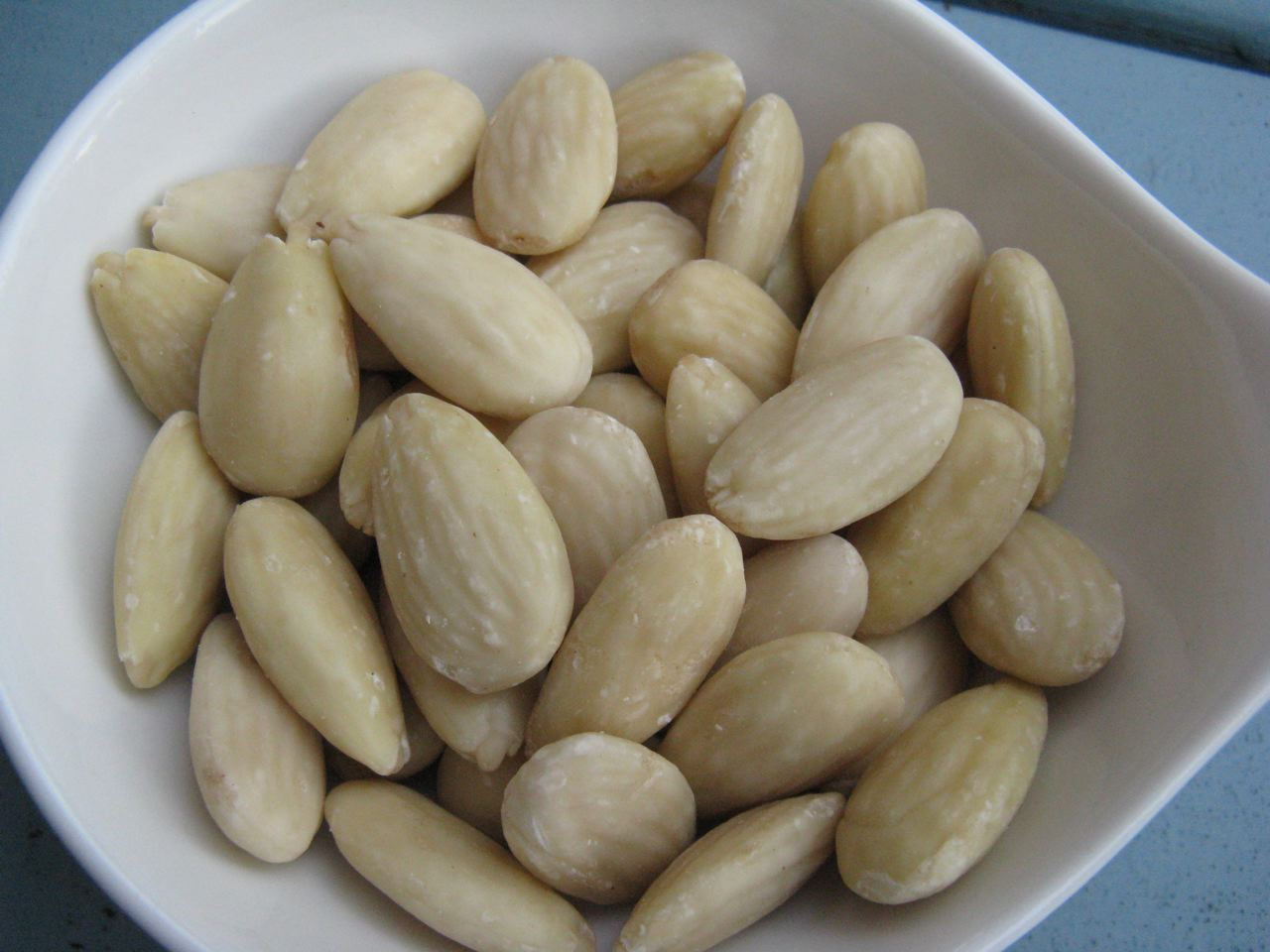
Fruto del cual deriva el aceite mencionado

El aceite de almendras dulces es el que se extrae de las almendras proporcionadas por el almendro. 
Se trata de un aceite muy fluido, de sabor agradable y se congela menos fácilmente que el de olivas. Se emplea en la preparación de varios ceratos y linimentos. Se prescribe al interior como emoliente y entra en la composición de varias pociones laxantes y pectorales. 